# Hans Georg Bellmann
Hans Georg Bellmann (geb. 25. September 1911 in Turgi; gest. 26. Oktober 1990 in Wiggwil) war ein Schweizer Produktgestalter und Architekt.

## Werdegang
Nach einer Hochbauzeichnerlehre in Baden studierte Bellmann von 1931 bis 1933 am Bauhaus in Dessau und Berlin und arbeitete danach bei Ludwig Mies van der Rohe, 1934 kehrte er in die Schweiz zurück, wo er bis 1938 bei der Wohnbedarf AG beschäftigt war. Anschliessend arbeitete er bei Leopold Boedecker unter anderem für die Schweizerische Landesausstellung 1939. Von 1941 bis 1946 war er bei Rino Tami, Hans Brechbühler und Alfred Roth angestellt.
In seinem Atelier, das er 1946 gründete, widmete sich Bellmann der Entwicklung von Möbeln und Sanitärgegenständen. Als Designer war er Berater für unterschiedliche Unternehmen, etwa den Küchenhersteller Therma. Er lehrte 1948 bis 1955 an der Kunstgewerbeschule Zürich, 1953/54 an der Hochschule für Gestaltung Ulm, 1958/59 an der Allgemeine Gewerbeschule Basel, 1964/65 an der University of Washington in Seattle. Vor allem das Spannstützen-Gestell (1946) und der Einpunktstuhl (1952) für Wohnbedarf, verschiedene Waschbecken und Sanitärapparate und das Fauteuil Sitwell 101(1965 für Strässle) haben Eingang in Sammlungen gefunden. Von 1955 bis 1970 stellte Horgenglarus den GA-Stuhl her, den die Firma 2017 wieder auflegte.